# Théorème de Maxwell
En théorie des probabilités, le théorème de Maxwell, nommé en l'honneur de James Clerk Maxwell, stipule que si la distribution de probabilité d'une variable aléatoire X = (X1, ..., Xn )T à valeurs dans un espace vectoriel est égale à la distribution de GX pour toute matrice orthogonale G de taille n, et si les composantes sont indépendantes, alors les composantes X1, ..., Xn suivent une distribution normale d'espérance 0, ont la même variance et sont indépendantes. Ce théorème est l'une des nombreuses caractérisations d'une distribution normale. 
La multiplication par une matrice orthonormée peut être vue géométriquement comme l'application d'une rotation. Le théorème dit donc que si une distribution de probabilité d'une variable aléatoire vectorielle est invariante par rotation et si les composantes sont indépendantes, alors les composantes sont identiquement distribuées sous une loi normale. En d'autres termes, les seules distributions de probabilité sur Rn invariantes par rotations et qui ont des composantes indépendantes sont les distributions normales multivariées d'espérance 0 et de variance σ2In, (où In est la matrice identité d'ordre n), pour un certain réel positif σ2.